# بیدونی
بیدونی (به ایتالیایی: Bidonì) یک کومونه در ایتالیا است که در استان اریستانو واقع شده‌است.

## خصوصیات
بیدونی ۱۱٫۷ کیلومترمربع مساحت و ۱۴۶ نفر جمعیت دارد.